# Брадикардија
Брадикардија је симптом који представља смањање броја откуцаја срца (срчане фреквенције) одраслог човека на мање од 60 откуцаја у минуту. Физиолошки опсег срчане фреквенције одраслог човека је до 60-90 откуцаја у минути. Код одојчета, брадикардија се дефинише као фреквенција мања од 100 откуцаја срца у минути (физиолошки опсег од 100-160 откуцаја у минути).
Брадикардија је најчешће без других симптома, док фреквенција срце не падне испод 50 откуцаја у минути, иако код тренираних здравих спортиста може бити и мања од 50 откуцаја и без симптома. Симптоми брадикардија могу бити омаглице, умор, слабост, палпитације, нелагодност у грудима.
Брадикардија може бити узрокована болестима срца или поремећајима који не захватају примарно срце, као што су нпр. ендокрини поремећаји, поремећаји равнотеже електролита и др.

## Епидемиологија
У клиничкој пракси, особе старије од 65 година и млади спортисти оба пола могу имати синусну брадикардију. Амерички центри за контролу и превенцију болести известили су 2011. године да је 15,2% одраслих мушкараца и 6,9% одраслих жена имало клинички дефинисану брадикардију (пулс у мировању испод 60 откуцаја у минути).

## Класификација

### Синусна брадикардија
Синусна брадикардија се дефинише као срчана фреквенција испод 60 откусаја/мин. у будном стању.
Многе здраве особе, спортисти и физички радници, често имају и нижу фреквенцију, због тога има предлога струке да се граница срчане фреквенције помери на 50 откуцаја/мин. Физиолошки узроци повећаног вагалног тонуса укључују брадикардију виђену код спортиста.
У току ноћи, на основу снимака Холтер мониторинга, срчана фреквенција се снижава и до 30 откуцаја/мин. што је физиолошки гледано за организам корисно.
Патолошки узроци укључују, инфаркт миокарда  задњег зида, токсичну изложеност или изложеност штетним утицајима околине, поремећаје електролита, инфекцију, апнеју у сну, дејство лекова, хипогликемију, хипотироидизам и повећани интракранијални притисак.

### Синдром болесног синусног чвора
Синусна брадикардија такође може бити узрокована синдромом болесног синусноатријалног чвора,  и укључује дисфункцију синусноатријалног чвора да генерише или пренесе акциони потенцијал на преткоморе. Синдром болесног  синусноатријалног чвора укључује низ поремећаја и патолошких процеса који су груписани у један лабаво дефинисан клинички синдром. Синдром укључује знаке и симптоме повезане са церебралном хипоперфузијом у спрезиса синусном брадикардијом, застојем у  синусноатријалном чвору (СА) блоком, каротидном преосетљивошћу или наизменичним епизодама брадикардије и тахикардије.
Синдром болесног  синусноатријалног чвора најчешће се јавља код старијих пацијената са истовременим кардиоваскуларним болестима и прати непредвидљив ток. Неке студије су показале да ови пацијенти имају функционални пад броја нодалних ћелија, док су друге показале присуство антинодалних антитела. Иако ови и други догађаји почињу да усредсређују наше разумевање овог синдрома, већина случајева остаје идиопатска.

## Терапија
С обзиром на преклапање ниских срчаних фреквенција из патолошких и физиолошких узрока, процена симптома је критична компонента у процени и лечењу брадикардије. Лечење ретко треба прописивати искључиво на основу срчане фреквенције ниже од произвољне граничне вредности или паузе изнад одређеног трајања.1.
Таком терапије требало би искључити и лечити све основне узроке синусне брадикардије.
Лечење је индиковано ако је значајно симптоматско (синкопа, хипотензија, срчана инсуфицијенција).
Пре почетка терапије требало би дијагностиковати и лечити исхемију миокарда.
Ако је брадикардија симптоматска (често не док срчана фреквенција не буде <40), лечите као што је наведено у наставку.